# Esteban Powell
Esteban Powell (Houston (Texas), 15 juni 1976), geboren als Esteban Louis Powell,  is een Amerikaanse acteur, filmproducent en editor.

## Biografie
Powell heeft gestudeerd op de het High School for the Performing and Visual Arts, en heeft zijn diploma in 1994 gehaald. Hierna is hij naar het Houston Visual Performing Arts School gegaan.
Powell begon in 1993 met acteren in de film Dazed and Confused. Hierna heeft hij nog meerdere televisieseries en films gedaan zoals Beverly Hills, 90210 (1997), Level 9 (2000-2001) en The Cleaner (2008-2009).

## Filmografie

### Films
Uitgezonderd korte films.
- 2015 How to Grow Your Own - als Fran
- 2012 Hirokin – als Sevren
- 2009 Wreckless Epic: A Rock and Roll Journey – als Chavy
- 2007 Shiloh Falls – als Cole
- 2007 Bunny Whipped – als Bob Whipple
- 2006 Over the Line – als Wilson
- 2005 Little Athens – als Troy
- 2004 Paper Cut – als Chuck
- 2004 The Last Run – als afspraakje van Amelia
- 2004 Runaways – als Andy
- 2002 Scream at the Sound of the Beep – als Josh
- 2001 Hysteria: The Def Leppard Story – als Phil Collen
- 2000 Bel Air – als Morgan
- 1999 Hitman's Run – als Brian Penny
- 1999 Random Acts of Violence – als Chris Donds
- 1999 Deal of a Lifetime – als Foster
- 1996 Late Bloomers – als Jamie Hooper
- 1995 Powder – als Mitch
- 1995 Tall, Dark and Deadly – als Jonathan
- 1994 Texas – als jonge Yancy
- 1993 Dazed and Confused – als Carl Burnett

### Televisieseries
Uitgezonderd eenmalige gastrollen.
- 2011 - 2012 Simian Undercover Detective Squad - als Spider - 4 afl.
- 2008 – 2009 The Cleaner – als Arnie Swenton – 26 afl.
- 2000 – 2001 Level 9 – als Jargon – 12 afl.
- 1997 Beverly Hills, 90210 – als Ben Wester – 2 afl.
- 1997 Smart Guy – als Clark en Sheldon – 2 afl.
- 1996 Bone Chillers – als Brian Holsapple – 13 afl.

### Filmproducent
- 2015 How to Grow Your Own - film
- 2008 Zoey 101: Behind the Scenes - korte film
- 2008 Just Jordan: Behind the Scenes - korte film
- 2007 iCarly Webisodes - miniserie
- 1999 Random Acts of Violence - film

### Filmeditor
- 2008 Zoey 101: Behind the Scenes - korte film
- 2008 Just Jordan: Behind the Scenes - korte film